# Милутин Ранковић
Милутин Ранковић (Ваљево, 1964) српски је наивни вајар. 

## Биографија
Детињство је провео у Лајковцу, где је завршио основну школу, средње усмерено образовање стекао у Љигу, машинство студирао у Земуну, економски менаџмент на БК универзитету и дипломирао је на Факултету за пословне студије.
Вајарством се бави од детињства, а прву изложбу је имао 1982. године, као учесник савезне ликовне колоније у Дудовици. Од тада је реализовао више од 200 изложби у земљи и иностранству. Радови му се налазе у галеријама, музејима и приватним колекцијама широм света, као и у власништву патријарха српског Павла.
Рукопроизведен је 1997. године у свештеног иконописца дрворезбара СПЦ, на Михољској превлаци код Тивта.
Савез Срба Француске је Ранковићу 2020. године доделио медаљу за значајан допринос у унапређењу српске дијаспоре у Француској.
Живи и ствара у Лајковцу и доприноси промоцији места. Био је директор Центра за културу Ђуро Салај у Београду са Академијом 28 и сценом Маслеша. 11 година је провео као директор Туристичке организације Општине Лајковац.
Тренутно је директор Културног центра Хаџи Рувим у Лајковцу.

## Писани радови
- Васкрс у Хиландару, путопис
- Долином средње Колубаре, публикација
- Колубарске легенде - Ћелије, публикација  са Р. Јовановићем
- Како цртати и резбарити, приручник са С. Божовићем
- Хајдуци из Непричаве, приповетка
- Зов чекетала-о воденицама
- Обичаји из прошлости Лајковца
- Легенде из Непричаве
- Сећање на Колубарску битку - у припреми

Поред писања путописа и публикација уврштен је у две збирке песама, написао више приказа, рецензија и предговора ликовне изложбе.

## Награде и признања
- Златна значка Културно-просветне заједнице Србије
- Грамата Рубљов
- Признања Савеза уметника Руске федерације
- Смели цвет - републичко признање за омладинско стваралаштво
- Септембарска награда општине Лајковац два пута
- Светосавска диплома - пројекат Траг у времену одбор за прославу 800 година Хиландара - Вршац
- Изложба светлости православља - прва награда за резбарену икону, музеј СПЦ Београд и Дом културе Ваљево
- Повеља Петар Радојловић и златни дукат за најбоље уметничко остварење у области вајарства - Библиотека Политика Крупањ, НВО Мачков камен, СО Крупањ и Министарство културе и медија РС
- Повеља Петар Радојловић и златни дукат за најбоље уметничко остварење у области скулптуре и укупан допринос манифестацији - НВО Мачков камен, Министарство културе и информисања и УСАИД америчке развојне организације
- Награда за дугогодишњи допринос на пољу стваралаштва у домену портрета НУБС Београд
- Повеља Зограф Лонгин, Прва награда за резбарену икону, НУБС Београд и Савремено академско друштво Византија
- Признање византијски одбљесак за изузетне духовне и естетске вредности ликовног дела НУБС и САД Византија
- Вајар године 2010 - Агенција Арте
- Бели анђео, златник, признање Српске академије иновационих наука
- Диплома Савеза Срба Француске и омнибус асоцијације Српски културни колаж, Париз 2014.
- Диплома Савеза Срба Француске и омнибус асоцијације Дани српске културе, Париз 2015.
- Признање за чување и развој традиције многонационалног народног стваралаштва, професионално мајсторство и реализацију изложбе Милутин и млади руски уметници, Управа Москве и Московски дом националности 2016.
- Повеља задужбинарског друштва Мишар, 2016.

## Галерија
- Споменик попу Луки Лазаревићу
- Споменик Милошу Стојићевићу
- Споменик „Црном Ђорђу”
- Споменик Вуку Караџићу